# F.C. Turris 1944
FC Turris 1944 ASD là câu lạc bộ có trụ sở tại Torre del Greco, Campania. Đội bóng là một câu lạc bộ bóng đá chuyên nghiệp của Ý, được thành lập vào năm 1944 với tên FC Turris 1944 và được thành lập lại vào năm 2004. Vào mùa hè 2012, suất chơi Serie D của đội đã được chuyển đến Real Hyria Nola, câu lạc bộ của thành phố Nola.
Biệt danh của đội là Torresi và Corallini.

## Từ 1944 đến 2012

### FC Turris 1944

Logo FC Turris cũ

FC Turris 1944 được thành lập vào năm 1944 và được thành lập lại vào năm 2004. Trong quá khứ, câu lạc bộ đã chơi nhiều mùa ở Serie C.

#### Serie D 2010-11
Trong mùa giải 2010-11, đội đã vào chung kết và thua cuộc tại Coppa Italia Serie D. Kể từ khi đội chiến thắng, Perugia, được thăng hạng trực tiếp lên Lega Pro Seconda Divisione, Turris đủ điều kiện trực tiếp vào trận bán kết của vòng chung kết quốc gia của vòng play-off thăng hạng. Đội đã đánh bại SandonàJesolo trong trận bán kết, nhưng thua trận chung kết trước Rimini trong trận chung kết, 3-1 trên chấm phạt đền sau một trận đấu không có bàn thắng, do đó vẫn còn ở Serie D.

#### Việc chuyển đến Nola
Vào mùa hè 2012, suất chơi Serie D đã được chuyển đến Real Sm Hyria ở thành phố Nola.

### Màu sắc và huy hiệu
Màu sắc của đội là màu đỏ, với những tia sét màu trắng ở mặt trước.

### Huấn luyện viên đáng chú ý
- liên_kết=|viền Adriano Lombardi

## Bóng đá ở Torre del Greco bây giờ

### Turris Neapolis
Từ ngày 12 tháng 7 năm 2012 đến hết mùa giải 2013-2014, câu lạc bộ bóng đá chính của thành phố đã được FC Torre Neapolis 1944 đổi tên từ mùa hè 2013 thành FC Turris Neapolis, nhờ Chủ tịch Mario Moxedano, người đã chuyển đến đây từ FC Neapolis Mugnano từ thành phố Mugnano di Napoli.
Vào mùa hè 2014, Moxedano đã chuyển quyền tham gia thể thao một lần nữa sang Mugnano di Napoli để tái lập FC Neapolis.
Một câu lạc bộ mới được thành lập bởi tân chủ tịch Giuseppe Giugliano khi mua câu lạc bộ thể thao Miano của Eccellenza, nhưng không thể thay đổi tiêu chuẩn, chính thức là Miano chơi ở Torre del Greco trong mùa giải 2014-15 của Eccellenza Campania / A.